# Vindiciae contra tyrannos
Vindiciae contra tyrannos ("Defensa [de la libertad] contra los tiranos") es el título de un influyente tratado político publicado en Basilea en 1579. La primera versión latina, traducida al francés, se publicó en Ginebra en 1581 con el título De la puissance légitime du prince sur le peuple et du peuple sur le prince (en latín De principis in populum, populique in principem, legitima postestate -"del poder legítimo del príncipe sobre el pueblo y del pueblo sobre el príncipe"-).
Aparecido en la fase final de las Guerras de religión de Francia (1562-1598), pertenece al contexto religioso-cultural hugonote (el protestantismo francés), dentro del más amplio contexto teórico europeo del nacimiento de la ciencia política (Escuela de Salamanca, politiques) en torno al cuestionamiento del tiranicidio, de la legitimidad del poder soberano, de su origen y de sus límites o ausencia de ellos (absolutismo). Se le considera el cierre de una serie de panfletos que se publicaron tras la matanza de San Bartolomé (22 al 23 de agosto de 1572): la Franco-Gallia de François Hotman, los anónimos Discours politiques de diverses puissances y Réveille-Matin des François et de leurs voisins, el Du droit des magistrats sur leurs sujets de Teodoro de Beza y la Résolution claire et facile de Odet de La Noue.

## Contenido
La obra se estructura en torno a cuatro cuestiones o preguntas que el pueblo responde a su rey. Las "primeras dos cuestiones" se tratan con brevedad y tratan de si un pueblo debe obedecer o puede resistir a su rey cuando este incumple la ley divina. La "tercera y más larga cuestión" considera si el pueblo puede resister a un rey basándose en que este está destruyendo el Estado, cuerpo o sociedad política (Res Publica). La respuesta a cada una de estas cuestiones es afirmativa en cuanto al derecho de resistencia del pueblo ante el poder político. La obra mezcla el concepto teológico de alianza, pacto o convenio (foedus, covenant) con el jurídico de contrato, para mostrar que la resistencia puede estar justificada ante los ojos de la ley. Sin embargo, no invita a ningún individuo a erigirse en juez de un rey; sino que más bien indica que los individuos sólo pueden alzarse en armas si están dirigidos por un magistrado "inferior" (ha de ser de inferior categoría que el rey, dado que éste es el supremo magistrado). En este punto se muestra más moderado que otros pensadores protestantes como Christopher Goodman o John Knox, en cuanto a las reflexiones suscitadas por la matanza de San Bartolomé. La "cuarta cuestión" considera si los príncipes extranjeros pueden legítimamente apoyar una revuelta popular contra un rey, si esta cumple las condiciones planteadas en las tres primeras cuestiones.

## Teorías sobre su autor
Aunque se ha atribuido a diversos literatos protestantes de la época, como Hubert Languet (diplomático francés al servicio del Elector de Sajonia) o Philippe de Mornay (hombre de confianza de Enrique de Navarra), su autor sigue siendo desconocido, puesto que el nombre bajo el que se publicó es un pseudónimo: Stephanus Junius Brutus (con el que se alude tanto a San Esteban -protomártir cristiano- como a dos romanos: Lucio Junio Bruto -legendario fundador de la República- y Marco Junio Bruto -que asesinó a su padre adoptivo, Julio César, por considerarle un tirano-). La obra fue incluida en el Índice de Libros Prohibidos de la Iglesia católica por un decreto de 1613.